# Ussurisenap
Ussurisenap (Sisymbrium luteum) är en korsblommig växtart som först beskrevs av Carl Maximowicz, och fick sitt nu gällande namn av Otto Eugen Schulz. Enligt Catalogue of Life ingår Ussurisenap i släktet gatsenaper och familjen korsblommiga växter, men enligt Dyntaxa är tillhörigheten istället släktet gatsenaper och familjen korsblommiga växter. Arten har ej påträffats i Sverige. Inga underarter finns listade i Catalogue of Life.